# Кубок Ліхтенштейну з футболу 2025—2026
Кубок Ліхтенштейну з футболу 2025–2026 — 81-й розіграш кубкового футбольного турніру в Ліхтенштейні. Титул захищає Вадуц.

## Календар
| Раунд            | Дата              | Матчі | Клуби   |
| ---------------- | ----------------- | ----- | ------- |
| Попередній раунд | 12–14 серпня 2025 | 3     | 19 → 16 |
| 1/8 фіналу       |                   | 8     | 16 → 8  |
| 1/4 фіналу       |                   | 4     | 8 → 4   |
| 1/2 фіналу       |                   | 2     | 4 → 2   |
| Фінал            |                   | 1     | 2 → 1   |

## Попередній раунд
| Команда 1      | Рахунок | Команда 2     |
| -------------- | ------- | ------------- |
| 12 серпня 2025 |         |               |
| Руггелль III A | 4–1     | Бальцерс III  |
| 13 серпня 2025 |         |               |
| Руггелль III B | 1–7     | Ешен-Мауре II |
| 14 серпня 2025 |         |               |
| Ешен-Мауре III | 1–5 дч  | Вадуц III     |